# Boris Aleksejevič Maljcev
Boris Aleksejevič Maljcev (ruski: Борис Алексеевич Мальцев)  (12. srpnja 1938., Perm) je predsjedatelj Državne dume Tomske oblasti (председатель Государственной думы), akademik RAEN (Ruske akademije prirodnih znanosti), zaslužni građevinar Rusije 1993. godine 
Profesionalni je građevinar. Završio je Tomski inženjersko-građevinski institut 1960. godine. 
Bio je zastupnikom 25 godina: od 1970. – 1984. zastupnik Tomskog oblasnog Vijeća narodnih zastupnika (Совета народных депутатов), a od 1994. — u državnoj Dumi Tomske oblasti, u kojoj je kasnije bio izabran za predsjedatelja. 
Od 1996. do 2001. je bio članom Vijeća Ruske Federacije (Совета Федерации России). Od 1997. do 2001. je bio zastupnikom Parlamentarne Skupštine Vijeća Europe.
Nagrađivan je raznim ordenima i odličjima.

## Vanjske poveznice
- Arhivirana inačica izvorne stranice od 3. ožujka 2006. (Wayback Machine) Službene stranice